# Tricoteuse

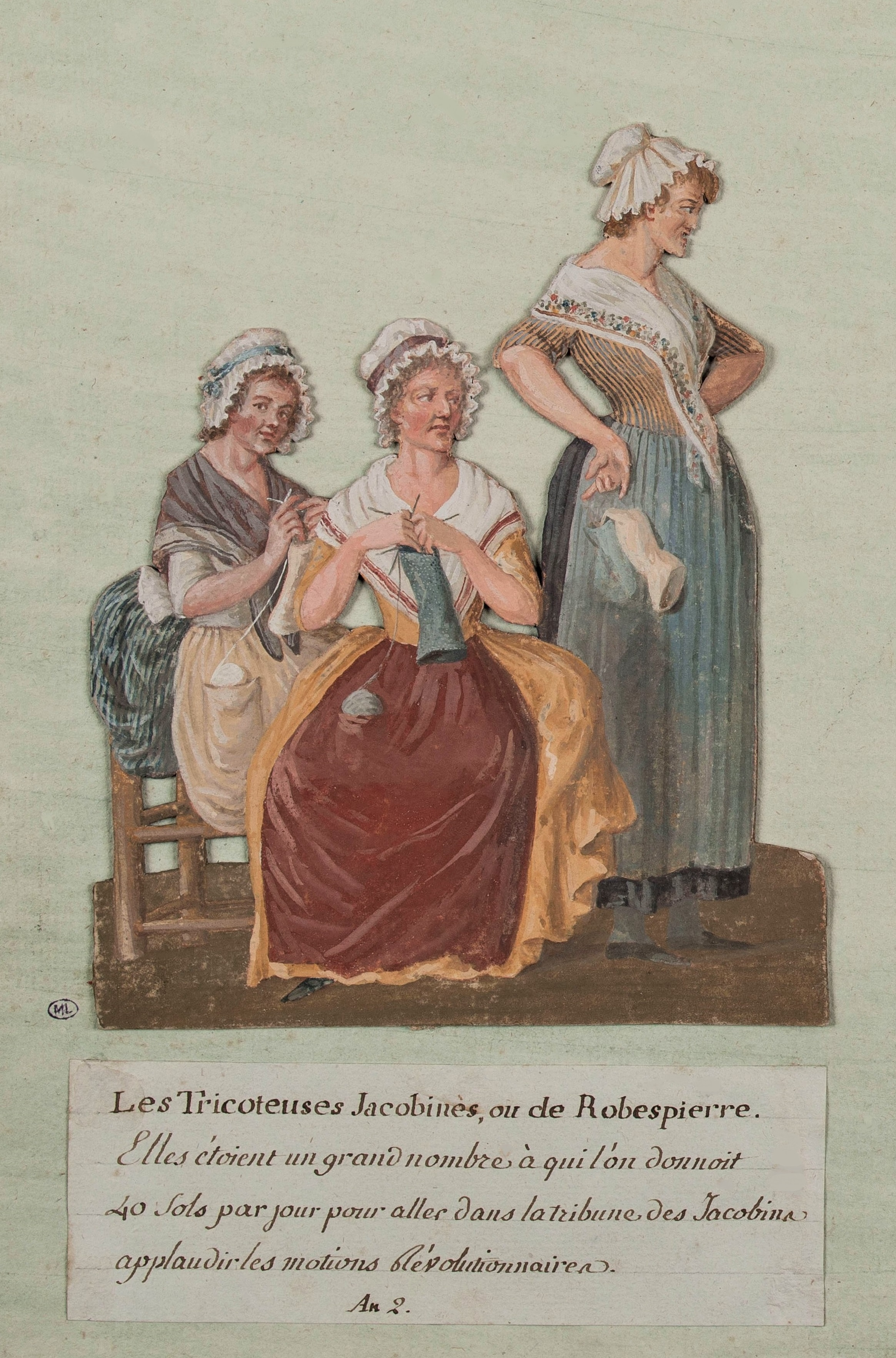
Les Tricoteuses jacobines di Jean-Baptiste Lesueur. 1793, Musée Carnavalet.

Le tricoteuses, secondo la traduzione letterale dalla lingua francese, sono delle maglieriste o magliaie.
Il termine (che deriva dal lemma tricot, che designa generalmente un lavoro fatto a maglia, artigianalmente o industrialmente) viene impiegato per indicare una persona di sesso femminile che lavora, appunto, a maglia servendosi di lana o cotone; in passato veniva usato specialmente in riferimento alle donne che si sedevano abitualmente intorno alla ghigliottina durante la Rivoluzione francese, nella Francia del XVIII secolo, per assistere in prima fila allo "spettacolo" della decapitazione mentre restavano intente a lavorare a maglia.

## Riferimenti nella letteratura
Nel ciclo di romanzi della baronessa Emma Orczy su La primula rossa, il protagonista  si traveste come una tricoteuse venditrice di vino per far evadere clandestinamente gli aristocratici da Parigi, nascondendoli nelle botti.
Nel romanzo di Charles Dickens Racconto di due città, la protagonista Madame Defarge è una tricoteuse accanita ed assetata di sangue durante il Terrore.